# Хромов, Михаил Борисович
Михаил Борисович Хромов (14 мая 1967, Москва, по другим данным 1964) — российский предприниматель. С 2012 по 2018 годы — генеральный директор ОАО «Центральная пригородная пассажирская компания». С 2011 по 2014 годы — гендиректор ОАО «Московская кольцевая железная дорога».
Согласно бухгалтерской отчётности АО «ЦППК», по состоянию на сентябрь 2020 года является членом Совета директоров АО «Центральная пригородная пассажирская компания», членом Совета директоров АО «Трансмашхолдинг», членом Совета директоров ООО «Аэроэкспресс» и членом Совета директоров ООО «Группа Мовиста».
В 2003—2007 генеральный директор ЗАО «Трансмашхолдинг». Получил известность как глава совместной компании ОАО «РЖД» и правительства Москвы, принимавшей участие в организации в 2011—2016 реконструкции Малого кольца Московской железной дороги.
Компании, которыми руководит Хромов, имеют общих частных акционеров — бизнесменов Искандара Махмудова и Андрея Бокарева, совладельцев «Кузбассразрезугля». Эти же трое предпринимателей являются совладельцами «Трансмашхолдинга» — крупнейшего в России производителя локомотивов, пассажирских и грузовых вагонов (13 заводов и проектно-конструкторский институт).

## Биография
В биосправке на официальном сайте ОАО «ЦППК» информация о годе рождения Хромова отсутствует. По данным, предоставлявшимся в прессу официальными представителями Хромова, он родился 14 мая 1967 года; по данным, опубликованным в годовом отчёте Муромского стрелочного завода за 2010 год, родился 14 мая 1964 года.
В 1984 году окончил школу № 711 г. Москвы.
Учился в Московском инженерно-физическом институте, затем на историческом факультете Московского государственного педагогического института им. Ленина.
В 2006 году окончил Российскую экономическую академию им. Г. В. Плеханова по специальности инженер-экономист.
С 2000 по 2003 гг. занимал пост исполнительного директора ЗАО «Трансмашхолдинг». 
В 2003—2007 — генеральный директор ЗАО «Трансмашхолдинг». С апреля 2007 года — главный советник генерального директора ЗАО «ЭДС-Холдинг». С января 2008 года — генеральный директор ЗАО «ЭДС-Холдинг». С декабря 2008 по март 2009 — исполнительный директор ОАО «Технологическая компания». С марта по ноябрь 2009 — генеральный директор ЗАО «Крона Групп». С ноября 2009 — президент ЗАО «ИТС».
В период с 2008 по 2012 год занимал также посты председателя совета директоров — независимого директора ОАО «Желдорреммаш», члена совета директоров ОАО «Скоростные магистрали», ОАО «Муромский стрелочный завод», ОАО «ЦППК». Пригородные железнодорожные перевозки, имевшие репутацию убыточных, в Московском регионе приносят солидную прибыль. В интервью Forbes Хромов сообщил, что Центральная ППК по итогам 2011 года получила 5 млрд рублей чистой прибыли.
В период его руководства ЗАО «Трансмашхолдинг» была проведена консолидация предприятий отрасли и перевод активов на единую акцию. Крупнейшими акционерами Трансмашхолдинга являются ОАО «РЖД» и один из крупнейших мировых машиностроительных концернов Alstom Transport.
С 2011 года Хромов сконцентрировался на пригородном пассажирском комплексе Мосузла и проекте реконструкции Малого кольца МЖД под пассажирское движение. Для реализации проекта ОАО «РЖД» и правительство Москвы на паритетных началах создали ОАО «МКЖД». Организация возникла на базе ранее возглавляемого Хромовым ЗАО «Интегрированные транспортные системы». Общий объём инвестиционной программы ОАО «МКЖД» в период с 2011 года по 2020 год составляет 440,5 млрд рублей с предполагаемым выходом на рыночную стоимость ОАО «МКЖД» в 2025 году по различным методам оценки от 60 до 150 млрд рублей.  25 декабря 2014 года Хромов покинул пост гендиректора ОАО «МКЖД», уступив его своему заместителю Алексею Зотову.
С 2012 по 2018 годы — гендиректор, с 2018 года по н.в. — член Совета директоров АО «Центральная ППК» (ранее ОАО «Центральная ППК»).
Хромов — автор новой концепции транспортно-пересадочного узла на инфраструктуре железной дороги.
Один из ближайших друзей и деловых партнёров Хромова — вице-мэр Москвы по транспорту и развитию дорожно-транспортной инфраструктуры Максим Ликсутов.
Хромов — лауреат премии «Лидер российского бизнеса в металлургии и машиностроении — 2006».

## Личная жизнь
Михаил Хромов женат, есть дочь.

## Критика
В 2013 году Forbes указывал на конфликт интересов в ситуации, когда Хромов в качестве гендиректора ОАО «МКЖД» будет закупать подвижной состав для внутригородской кольцевой пассажирской магистрали у структур «Трансмашхолдинга», в которых он сам является акционером.
Летом 2013 года стало известно, что полномочия ОАО «МКЖД» по решению ОАО «РЖД» и правительства Москвы сужены: акционерное общество, которое за два года деятельности не показало значимых результатов, будет отвечать только за строительство транспортно-пересадочных узлов и коммерческую недвижимость в зоне притяжения магистрали.